# (212373) Pietrocascella
(212373) Pietrocascella est un astéroïde de la ceinture principale.

## Description
(212373) Pietrocascella est un astéroïde de la ceinture principale. Il fut découvert le 22 avril 2006 à Vallemare Borbona par Vincenzo Silvano Casulli. Il présente une orbite caractérisée par un demi-grand axe de 2,16 UA, une excentricité de 0,09 et une inclinaison de 3,3° par rapport à l'écliptique.